# Claveguera i barana de la riera
La Claveguera i barana de la riera és una obra de Sant Feliu de Guíxols (Baix Empordà) inclosa a l'Inventari del Patrimoni Arquitectònic de Catalunya.

## Descripció
L'element està situat a la confluència de la rambla del Portalet amb els carrers Major i Sant Ramon. Consta d'una part baixa formada per cinc arcs de poca alçada de pedra i maó i una part superior formada per una barana de ferro amb l'escut de Sant Feliu de Guíxols al centre i que tanca la rambla del Portalet per la part de dalt.
El conjunt necessitaria un procés de neteja, així com la restauració de la barana.

## Història
La claveguera va ser construïda a finals del segle xix amb la finalitat de solucionar el problema d'inundació periòdica de la zona del Portalet a causa de la pluja. El 02/01/1893 Josep Rabassa, veí del Portalet, va fer una sol·licitud per fer una claveguera davant de casa seva. L'arquitecte General Guitart, aprofitant la conjuntura, va proposar una solució al conjunt del carrer.
El projecte, signat per Guitart a Barcelona el 28/04/1894, va ser aprovat per l'ajuntament de Sant Feliu de Guíxols l'01/06/1894.